# خانه سینما
خانهٔ سینما بزرگ‌ترین نهاد صنفی سینماگران ایران است.
خانهٔ سینما همه ساله (از دو دهه پیش) جشنی را تحت عنوان جشن بزرگ سینمای ایران برگزار می‌کند. ساختمان اصلی خانه سینما (شمارهٔ یک) و سالن اجتماعات آن (سالن سیف‌الله داد)، در خیابان بهار جنوبی پیش از چهارراه حقوقی خیابان سمنان قرار دارد.

## بنیانگذاری
خانهٔ سینما در سال ۱۳۶۸ پس از مصوبهٔ مجلس شورای اسلامی، مبنی بر اختصاص ۲٪ از درآمد فروش سینما جهت بهبود وضعیت رفاهی و صنفی شاغلان سینما بنیانگذاری شد.
سه سال بعد خانهٔ سینما با حضور مدیران دولتی راه‌اندازی شد که بنیانگذاران آن (فخرالدین انوار، معاون سینمایی وقت وزارت ارشاد)، سید محمد بهشتی (مدیرعامل وقت بنیاد سینمایی فارابی) و محمدمهدی حیدریان (مدیرکل نظارت و ارزشیابی) بودند. نخستین هیئت مدیرهٔ انتخابی در سال ۱۳۷۲ با حضور ۱۹ صنف مختلف تشکیل شد.
خانهٔ سینما به عنوان جامعهٔ اصناف سینمای ایران، فعالیت خود را از سال ۱۳۷۲ آغاز کرد. در این سال اعضای هیئت مدیره که از سوی مدیران وقت وزارت فرهنگ و ارشاد اسلامی منصوب شده بودند مسئولیت تأسیس این نهاد صنفی را برعهده داشتند. از زمان آغاز فعالیت خانهٔ سینما به عنوان محلی برای تجمع صنوف مختلف سینمایی؛ تا زمان اعلام تأسیس آن چهار سال طول کشید که این زمان شامل عضوگیری از اعضای صنف‌های مختلف سینما و معرفی بیشتر این نهاد به آن‌ها بود. به همین دلیل تاریخ فعالیت رسمی خانهٔ سینما فروردین ۱۳۷۲ و زمان ثبت آن در ادارهٔ ثبت شرکت‌ها و مؤسسه‌های غیرتجاری تهران مهر ماه ۱۳۷۲ ذکر شده‌است. از جمله اهداف اصلی تشکیل خانهٔ سینما حفظ و صیانت از حقوق مادی و معنوی دست‌اندرکاران حرفه‌ای تولید، توزیع و نمایش هنر/ صنعت سینما و همچنین ایجاد امنیت شغلی و تأمین اجتماعی و ارتقای سطح آموزشی و حرفه‌ای دست‌اندرکاران سینمای جمهوری اسلامی ایران است.
به گفتهٔ ابراهیم حقیقی محل کنونی خانهٔ سینما واقع در خیابان سمنان، پیش از این متعلق به دبیرستانی به نام «بابکان» بوده که وی در آنجا تحصیل نموده‌است.

## اصناف خانهٔ سینما
1. انجمن بازیگران سینمای ایران
2. انجمن گویندگان و سرپرستان گفتار فیلم
3. انجمن جلوه‌های ویژه میدانی
4. انجمن چهره پردازان سینمای ایران
5. انجمن سینماداران ایران
6. انجمن سینمایی فیلم انیمیشن (آسیفا)
7. انجمن صدای سینمای ایران
8. انجمن طراحان فیلم
9. انجمن طراحان فنی و مجریان صحنه
10. انجمن عکاسان
11. انجمن فیلمبرداران
12. انجمن کارکنان لابراتوار
13. انجمن بدلکاران
14. انجمن مدیران تدارکات
15. انجمن مدیران تولید
16. انجمن مدیران سالن‌های سینما
17. انجمن مستندسازان
18. انجمن منشیان صحنه
19. انجمن منتقدان و نویسندگان سینمایی
20. شورای عالی تهیه‌کنندگان
21. کانون تدوینگران سینمای ایران
22. کانون دستیاران فیلمبردار
23. کانون دستیاران کارگردان و برنامه ریزان
24. کانون فیلم‌نامه‌نویسان سینمای ایران
25. کانون کارگردانان سینمای ایران
26. انجمن مدرسان سینما
27. کانون آهنگسازان سینمای ایران
28. انجمن تهیه‌کنندگان سینمای مستند
29. انجمن فیلم کوتاه ایران
30. کانون طراحان و مدیران تبلیغات سینمای ایران
31. انجمن جلوه‌های بصری
32. کانون پخش کنندگان

## مدیرعامل‌ها
- منوچهر عسگری‌نسب (۱۳۶۸–۱۳۷۱)
- محمد آقاجانی (۱۳۷۲–۱۳۷۳)
- تورج منصوری (۱۳۷۳–۱۳۷۵)
- احمدرضا درویش (۱۳۷۵–۱۳۷۷)
- یدالله صمدی (۱۳۷۷–۱۳۸۰)
- منوچهر محمدی (۱۳۸۰–۱۳۸۱)
- ابوالحسن داوودی (۱۳۸۱–۱۳۸۳)
- سید ضیاء هاشمی (۱۳۸۳–۱۳۸۵)
- رضا میرکریمی (۱۳۸۵–۱۳۸۷)
- محمدمهدی عسگرپور (۱۳۸۷–۱۳۹۳)
- رضا میرکریمی (۱۳۹۴)
- منوچهر شاهسواری (۱۳۹۵–۱۴۰۱)
- مرضیه برومند (۱۴۰۱–۱۴۰۲)
- علی دهکردی (۱۴۰۲–اکنون)

## فعالیت‌ها

### شورای داوری خانهٔ سینما
شورای داوری یکی از بخش‌های بسیار فعال خانهٔ سینماست که شامل هفت نمایندهٔ منتخب از صنف‌های مختلف سینمایی است و وظیفهٔ اصلی آن رسیدگی و حل اختلاف میان اعضای صنوف سینمایی است. این شورا فعالیت خود را از سال ۱۳۷۵ آغاز کرده‌است.

### شورای صنفی نمایش
این شورا (مرکب از نمایندگان انجمن سینماداران، اتحادیهٔ تهیه‌کنندگان، کانون کارگردانان، نمایندهٔ وزارت فرهنگ و ارشاد اسلامی و نمایندهٔ هیئت مدیرهٔ خانهٔ سینما) وظیفهٔ برنامه‌ریزی و نظارت بر نمایش فیلم‌های سینمایی، تعویض فیلم‌های روی پرده و تغییر گروه‌های سینمایی را بر عهده دارد. این شورای صنفی نمایش از سال ۱۳۸۱ در خانهٔ سینما تشکیل می‌شود.

### بانک فیلم‌نامهٔ ایران
بانک فیلمنامهٔ ایران از سال ۱۳۷۷ برای صیانت از حقوق مادی و معنوی نویسندگان آغاز به فعالیت کرده‌است بانک فیلم‌نامه به ثبت آثار نویسندگان آزاد و صنفی می‌پردازد که متشکل از یک شورای ۷ نفره است که عبارتند از: یک عضو به انتخاب معاونت سینمای وزارت ارشاد اسلامی؛ یک عضو به انتخاب هیئت مدیرهٔ خانهٔ سینما، دو عضو به انتخاب شورای مرکزی کانون فیلم نامه نویسان سینمای ایران، دو عضو به انتخاب کانون کارگردانان سینمای ایران، یک عضو به انتخاب شورای مرکزی اتحادیه تهیه‌کنندگان و توزیع‌کنندگان فیلم سینمای ایران که وظیفهٔ تعیین سیاست و راهبرد این بانک و نیز رسیدگی کارشناسانه در خصوص اختلافات حقوقی و فنی فیلم‌نامه‌های ثبت‌شده در بانک را برعهده دارند.

### بیمه و رفاه
واحد رفاه و بیمه، امور بیمهٔ درمانی هنرمندان، طرح تکریم، طرح معمران و نیز بیمهٔ درمان تکمیلی و وام صندوق حمایت از هنرمندان را با دریافت معرفی نامه از صنوف عضو خانهٔ سینما به واجدان شرایط را پیگیری می‌کند.

### کتابخانهٔ خانهٔ سینما
این کتابخانه با برخورداری از ۱۴ هزار عنوان کتاب ایرانی و خارجی با موضوعات مختلف، یکی از غنی‌ترین کتابخانه‌های موجود در کشور در زمینهٔ سینما است. علاقه‌مندان هنر هفتم و دست‌اندرکاران و هنرمندان می‌توانند با حضور در این کتابخانه، تاریخ سینمای ایران و جهان را مرور کنند. فعالیت این کتابخانه از زمانی آغاز شد که کتابخانهٔ بنیاد سینمایی فارابی در سال ۱۳۷۵ با ۹ هزار عنوان کتاب به این مکان انتقال یافت. از سال ۱۳۷۷ تا به امروز نیز تلاش شده تا این کتابخانه روز به روز از منابع کامل‌تری برخوردار شود. به‌طوری‌که هم‌اکنون بیش از ۱۳٬۵۰۰ عنوان کتاب ایرانی و حدود ۵۰۰ عنوان کتاب خارجی با موضوعات مختلف از جمله سینما، تئاتر، ادبیات، تاریخ، جامعه‌شناسی، رمان و فلسفه و … در این کتابخانه عرضه و نگهداری می‌شود. افزون بر کتاب، کلیهٔ مجلات تخصصی سینمایی ایرانی نیز در کتابخانه به صورت بایگانی کامل و همچنین دوره‌های دو ساله اخیر شش عنوان نشریهٔ خارجی (Screen- Sight & Sound- Make up-Cineaste – Film comment-) موجود می‌باشد. (Variety) اعضای کتابخانه همچنین می‌توانند از خدمات اینترنت کتابخانه به صورت رایگان استفاده کنند. شرایط عضویت در آن شامل: -درخواست عضویت -ارائه تصویر کارت ملی یا کارت دانشجویی یا صنفی -دو قطعه عکس -پرداخت حق عضویت (اعضای خانهٔ سینما و دانشجویان سینما ۲٬۰۰۰ تومان، دانشجویان غیر سینمایی ۴٬۰۰۰ تومان، و افراد آزاد ۱۰٬۰۰۰ تومان) می‌باشد. کتابخانهٔ خانهٔ سینما هر روزه (به غیر از روزهای پنجشنبه و جمعه) از ساعت ۹ الی ۱۸ آماده ارائه خدمت به مراجعه‌کنندگان می‌باشد. سالن نمایش و اجتماعات خانهٔ سینما نیز از دیگر بخش‌های فعال خانهٔ سینماست که پس از بهینه‌سازی فضای نمایشی موجود و ارتقای سیستم‌های صوتی و تصویری دیجیتال همواره آمادهٔ برگزاری گردهمایی‌ها و مجامع عمومی اصناف است و در زمان برگزاری جشن سینمای ایران پذیرای داوران جشن سینمایی است.

### جشن سینمای ایران
خانهٔ سینمای ایران با برگزاری جشن سینمای ایران به بهترین‌های رشته‌های مختلف سینمایی که توسط اهالی سینما قضاوت می‌شود، تندیس شایستگی اهدا می‌کند. تکریم و نکوداشت سینماگران از دیگر فعالیت‌های است که در طول سال توسط خود سینماگران به منظور پاسداشت خدمات آنان به انجام می‌رسد.

### جشن کتاب سال سینمای ایران
برگزاری جشن کتاب سال سینمای ایران به منظور گرامی داشت کوشش‌های عرصه فرهنگ مکتوب سینمای ایران از دیگر فعالیت‌های خانه سینما ست.

### کارگروه امور اصناف
به منظور رسیدگی به اعتراضات و شکایات افراد از صنوف سینمایی، کارگروه امور اصناف مسئولیت بررسی شکایات واصله و رسیدگی به آن‌ها به حل و فصل اعتراضات برعهده دارد.

### شورای صیانت
شورای صیانت متشکل از رئیس هیئت مدیره، رئیس شورای عالی داوری، سه نفر از شخصیت‌های معتمد و صاحب نام سینمای ایران به انتخاب مجمع عمومی خانه سینما، نماینده وزارت فرهنگ و ارشاد اسلامی و یک حقوقدان است.

## انحلال خانه سینما
صبح چهارشنبه مورخ ۱۴ دی ماه سال ۱۳۹۰ سید محمد حسینی وزیر فرهنگ و ارشاد اسلامی در حاشیه جلسه هیئت دولت از انحلال خانه سینما به‌طور رسمی خبر داد. وی گفت: با توجه به تخلفاتی که خانه سینما انجام داده؛ هیئت نظارت بر مراکز فرهنگی، انحلال این تشکل را اعلام کرده که کاملاً مطابق قانون است.

### واکنش خانه سینما
محمدمهدی عسگرپور؛ مدیر عامل خانه سینما، قبلاً گفته بود که موضوع انحلال خانه سینما را از طریق دیوان عدالت اداری پیگیری می‌کند. وی که در نشستی خبری در تالار خانه سینما سخن می‌گفت؛ عنوان کرد: "در این دو سه سال اتهامات و هوچی‌گری‌هایی به راه انداختند و همیشه نتیجه وزن‌کشی‌ها مشخص بوده و بارها اتفاق افتاده‌است اما بی‌تدبیری در جایی به اوج می‌رسد که در این روزگار شکایت صورت گرفته‌است اما تا زمان دادگاه هم صبر نمی‌کنند. من همیشه برای شأن مسئولان حرمت قایل بودم اما گویا نمی‌خواهند حرمتی قایل باشیم.
جمال خندان کوچکی؛ وکیل خانه سینما، نیز در این باره گفت: «وزارت ارشاد در نامه خود به قانون ماده واحده مربوط به تعطیل موسسات و واحدهای آموزشی و فرهنگی که بدون مجوز قانونی دائر می‌شوند استناد کرده و بیان کرده خانه سینما تشریفات قانونی مربوط به تأسیس موسسات فرهنگی و هنری را طی نکرده‌است. فعالیت خانه سینما بدون مجوز قانونی نیست بلکه با دریافت مجوز قانونی از اداره ثبت شرکت‌های قوه قضائیه و انتشار این مجوز در روزنامه رسمی کشور است، لذا اصولاً استناد به قانون یادشده در خصوص خانه سینما مصداق ندارد.»
سید محمد بهشتی شیرازی از اعضای هیئت مؤسس خانه سینمای ایران نیز گفت:" وزارت فرهنگ و ارشاد اسلامی امکان انحلال تشکل صنفی سینماگران را ندارد.
جمعی از هنرمندان و اعضای خانه سینما نظیر مجید مجیدی، منوچهر محمدی، کمال تبریزی، علیرضا خمسه، رضا کیانیان، تهمینه میلانی، داریوش مهرجویی، اصغر فرهادی، حمید فرخ‌نژاد، رخشان بنی اعتماد، داوود رشیدی، محمدرضا هنرمند، ابراهیم حاتمی‌کیا، مجتبی راعی، حسن برزیده، سیدرضا میرکریمی و احمد رضا درویش نیز در بیانیه‌هایی با انحلال خانه سینما مخالفت کردند.

## دستور لغو انحلال خانه سینما
محمود احمدی‌نژاد در تاریخ شانزدهم تیرماه سال ۹۲ در نامه‌ای به جواد شمقدری (رئیس سازمان سینمایی ایران) دستور لغو انحلال خانه سینما و بازگشایی آن را ابلاغ کرد. اما جواد شمقدری با ممکن ندانستن این درخواست در دولت دهم، جواب منفی به درخواست رئیس‌جمهور وقت داد. اما پس از چند روز وزارت فرهنگ خبر از تأسیس خانه سینمای۲ خبر داد. این نهاد بر خلاف خانه سینما یک نهاد کاملاً دولتی بود که موجب اعتراضات گسترده‌ای از طرف مردم و سینماگران به این تصمیم شد.

## بازگشائی
خانه سینما پس از تقریباً دو سال تعطیلی هم‌زمان با روز ملی سینما و با حضور گروهی از اعضای این نهاد صنفی ۲۱ شهریور ۱۳۹۲ بر اساس حکمی از علی جنتی وزیر فرهنگ و ارشاد دولت حسن روحانی بازگشایی شد.